# Креатинін
Креатин́ін — кінцевий продукт обміну білків в організмі теплокровних тварин та людини. Креатинін утворюється у м'язах та виділяється у кров. Креатинін бере участь в енергетичному обміні м'язової та інших тканин. З організму виводиться нирками з сечею, тому показник концентрації креатиніну в плазмі крові є важливим показником функції нирок.

## У людини
Концентрація креатиніну в крові залежить від об'єму м'язової маси, тому для чоловіків допустимі більш високі показники концентрації креатиніну в плазмі крові, ніж для жінок. Оскільки м'язова маса для певної особи досить стабільна, рівень креатиніну у крові теж є досить стабільним показником.
Нормальні показники креатиніну в плазмі крові дорослих:
- Жінки: 44—97 мкмоль/л (5,0-11,0 мг/л);
- Чоловіки: 62—115 мкмоль/л (7,0-13,0 мг/л).

Коефіцієнт перерахунку: мкмоль/л×0,113=мг/л.
Добове виділення креатиніну з сечею:
- у жінок: 7,1—15,9 ммоль (0,8—1,8 г);
- у чоловіків: 8,8—17,7 ммоль (1,0—2,0 г).

Підвищена понад норму концентрація креатиніну сироватки крові — показник великої кількості м'яса у раціоні (якщо, крім того, наявна підвищена кількість креатиніну в сечі), ниркової недостатності (якщо підвищений креатинін лише у крові). Рівень креатиніну підвищується також при зневодненні організму, ураженні (пошкодженні) м'язів. Зниження концентрації креатиніну спостерігається при низькому споживанні м'яса, вегетаріанському раціоні, голодуванні, в I та II триместрах вагітності. Висока концентрація креатиніну може свідчити про ураження нирок токсичними чинниками, зокрема медикаментами (рентген-контрасні засоби, антибіотики-аміноглікозиди, антибіотики-цефалоспорини, статини тощо).

Для полегшення розрахунку швидкості клубочкової фільтрації запропоновано кілька формул.

Формула Кокрофта-Голта для чоловіків: 

Кліренс креатиніну= 88×(140-вік, років)×маса тіла, кг/72×креатинін сироватки, мкмоль/л. 

Для розрахунку показника кліренсу креатиніну у жінок одержаний показник необхідно помножити на 0,85.
Показник концентрації креатиніну в плазмі крові широко використовується в рутинній медичній практиці для визначення швидкості клубочкової фільтрації — інтегрального показника видільної функції нирок завдяки простоті й дешевизні. Але цей метод має й багато недоліків. Зокрема, на рівень концентрації креатинину в плазмі крові, окрім м'язової маси індивіду, впливає стать, вік, раса (у представників негроїдної раси рівень креатиніну вищий), характер харчування (велика кількість білків у їжі підвищує рівень креатиніну), наявність запальних реакцій у організмі. Окрім того, креатинін потрапляє у сечу не лише шляхом клубочкової фільтрації, але й шляхом екскреції канальцями нирок. В результаті, при визначенні швидкості клубочкової фільтрації за рівнем креатиніну в плазмі крові, є небезпека її переоцінки. Цих недоліків позбавлена методика визначення швидкості клубочкової фільтрації за рівнем цистатину C, рівень якого в плазмі крові не залежить від статі, віку, маси тіла, раси та наявних запальних реакцій в організмі; він виділяється виключно нирками і тільки шляхом клубочкової фільтрації.